# Hotel Charlotta
El Hotel Charlotta  es un hotel histórico ubicado en Escondido, California. El Hotel Charlotta se encuentra inscrito  en el Registro Nacional de Lugares Históricos desde el 07 de enero de 1993. 

## Ubicación
El Hotel Charlotta se encuentra dentro del condado de San Diego en las coordenadas 33°06′36″N 117°05′26″O / 33.11, -117.090556.